# Spinello Aretino

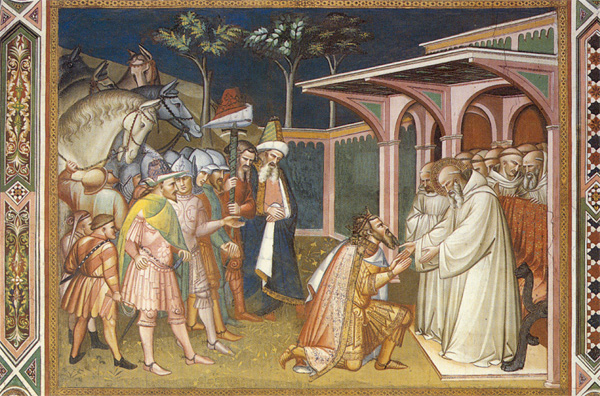
Tòtila i sant Benet, San Miniato al Monte, Florència

Spinello Aretino (c. 1350 – c. 1410) va ser un pintor italià, fill d'un florentí anomenat Luca, que havia buscat refugi a Arezzo l'any 1310, quan va haver d'exiliar-se en companyia de la resta del partit gibel·lí.
Va ser deixeble de Jacopo del Casentino, un seguidor de Giotto, i el seu propi estil era una mena de lligam entre l'escola de Giotto i l'escola senesa. De jove, va treballar a Florència com a ajudant del seu mestre Jacopo en la realització dels frescos de les esglésies del Carmine i Santa Maria Novella. Entre 1360 i 1384, va pintar diversos frescos a Arezzo i rodalia, gairebé tots perduts en l'actualitat.
Després del saqueig d'Arezzo de l'any 1384, Spinello va tornar a Florència, i entre 1387 i 1388, amb alguns ajudants, va decorar els murs i la volta de la sagristia de la basílica de San Miniato al Monte de Florència, amb una sèrie de frescos el més destacat dels quals representa escenes de la vida de sant Benet. Aquests encara es conserven, tot i que molt deteriorats. Quant a la composició recorden l'estil de Giotto, però tenen la decorativa brillantor en el color, pròpia de l'escola senesa.
Entre 1391 i 1392 va pintar sis frescos, encara conservats al mur sud del cementeri de Pisa, que representen miracles de sant Potit i sant Efès. Com a pagament va rebre 270 monedes d'or. Entre les seues obres tardanes, la millor és l'excel·lent sèrie de frescos que va pintar entre 1407 i 1408 als murs i la volta d'una capella de l'Ajuntament de Siena. Han sofert moltes restauracions i han estat repintats, però es consideren els millors frescos conservats de Spinello. Setze d'aquests frescos representen la batalla entre Frederic Barba-roja i la República de Venècia.
Els frescos de Spinello són obres punyents i decoratives, fetes amb gran mestria i molt superiors a les seues obres sobre panell, moltes de les quals semblen meres obres de taller. L'acadèmia de Florència conserva un panell de la Mare de Déu amb sants que és particularment interessant per la signatura: HOC OPUS PINXIT SPINELLUS LUCE ARITIO D.I.A.(1391). Les mediocres obres de Spinello disperses pels museus europeus donen una idea errada de la categoria de Spinello com a pintor.